# Balla Bassène
Pour les articles homonymes, voir Balla et Bassène (homonymie).
Balla Bassène est un village du Sénégal situé en Basse-Casamance, à proximité de la frontière avec la Gambie. Il fait partie de la communauté rurale de Djibidione, dans l'arrondissement de Sindian, le département de Bignona et la région de Ziguinchor.

## Présentation
Nombre de quartiers : 5

Noms des quartiers : Sililing, Djibaghary, Ougaw, Manicoque, Erindiang

## Histoire
Le village a été fondé, aux environs du XVe siècle, par un ancien chasseur du nom de Diathie venant d’un village nommé Djirème. Celui-ci, après avoir effectué une longue marche lors d’une chasse, se retrouva sur un sol riche, fertile, favorable à la culture, d’après lui, et aussitôt décida de s’y implanter.
L’apprentissage de l’écriture n’était pas développé, c’est pourquoi les événements antiques ne se sont pas retransmis de génération à génération. Le passé n’est alors pas gardé en mémoire. Actuellement, il est impossible de retracer l’historique des chefs de village avec leurs actions menées.
Le chef de village actuel est Moussa Badji. Celui-ci est un ancien combattant qui parvient à gérer son village sur tous les plans.

## Géographie
Superficie : 4 km²

Longueur : 4 km

Largeur : 1 km

Au nord : Balla-Djiring et Djifalone

A l’est : Niallé

Au sud : Guinéa Sibogola

A l’ouest : Kalew

Le village possède des terres abondantes, des champs fertiles, des pâturages verdoyants et forêts plus ou moins arborisées.

### Population
Lors du dernier recensement (2002), le village comptait 183 habitants et 25 ménages.